# Athos Range
Die Athos Range ist die nördlichste Gebirgskette in den Prince Charles Mountains im ostantarktischen Mac-Robertson-Land. Sie erstreckt sich in ostwestlicher Ausrichtung über eine Länge von rund 65 Kilometern an der Nordflanke des Scylla-Gletschers und besteht aus einer großen Zahl von Berggipfeln und Nunatakkern.
Die Athos Range wurde erstmals im November 1955 von Teilnehmern der Australian National Antarctic Research Expeditions unter der Leitung des australischen Polarforschers John Béchervaise (1910–1998) besucht. Weitere Erkundungsmärsche in die Region erfolgten 1956 bis 1957. Benannt ist die Gebirgskette nach einer der drei Hauptfiguren aus Alexandre Dumas’ Roman Die drei Musketiere. Die vom australischen Bergsteiger William Gordon Bewsher (1924–2012) vorgeschlagene Benennung Moonlight Range setzte sich nicht durch.